# Semnalul (film din 2014)
Semnalul (titlu original: The Signal) este un film SF thriller american din 2014 regizat de William Eubank și scris de Carlyle Eubank și David Frigerio. Rolurile principale au fost interpretate de actorii  Brenton Thwaites, Olivia Cooke, Beau Knapp, Lin Shaye, Robert Longstreet și Laurence Fishburne. Trei studenți MIT, Nic, Haley și Jonah, descoperă că un hacker, NOMAD, își bate joc de ei și, după ce îi află IP-ul, îl urmăresc doar pentru a cădea într-o capcană extraterestră. Filmul a avut o premieră limitată la 22 ianuarie 2014 la Festivalul de film Sundance și a fost distribuit în cinematografele americane începând cu 13 iunie 2014. Semnalul face parte dintr-o serie de filme SF cu buget-redus și independente  care vor fi incluse spre prezentare în cadrul Festivalului de film Sundance din ultimii ani.

## Prezentare
Nic, Haley și Jonah sunt trei studenți la MIT care își dau seama că un hacker, NOMAD, a descoperit locul în care aceștia se află și le trimite mesaje ciudate prin care își bate joc de ei. După ce află care este IP-ul lui NOMAD, îl urmăresc și ajung la o clădire părăsită din Nevada. Lucrurile devin din ce în ce mai stranii, iar Nic se trezește într-un pat dintr-un centru subteran de cercetări. Aici Dr. Wallace Damon îi dezvăluie că a fost contaminat de o entitate biologică extraterestră (EBE). Curând Nic își dă seama că picioarele sale au fost schimbate printr-o tehnologie necunoscută și că pe brațul său sunt tatuate numerele 2.3.5.41: adunându-le crede că se află în Zona 51. Însă Damon, centrul de cercetări dar chiar și mediul înconjurător nu sunt ceea ce par a fi!

## Distribuție
- Brenton Thwaites ca Nic Eastman[7]
- Laurence Fishburne ca Dr. Wallace Damon[7]
- Olivia Cooke ca Haley Peterson[8]
- Beau Knapp ca Jonah Breck
- Lin Shaye ca Mirabelle[8]
- Robert Longstreet ca James

## Producție
Laurence Fishburne s-a alăturat distribuției acestui film la 9 mai 2013.

### Filmări
Filmările au început în mai  2013 în New Mexico. Printre localitățile în care au avut loc filmările se numără  Albuquerque, Los Lunas și Taos.